# Fonts baptismaux de La Roche-Derrien

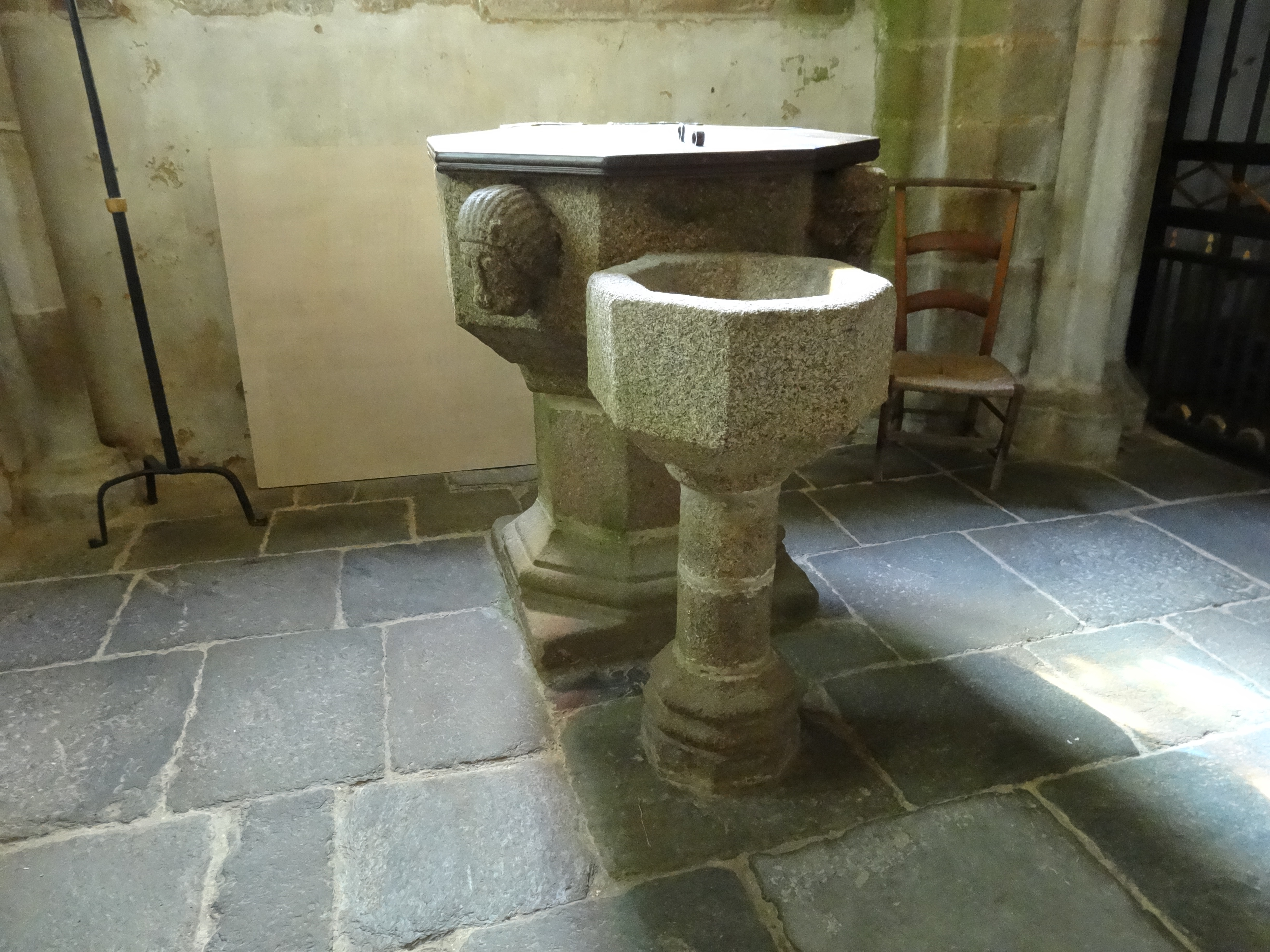
Fonts baptismaux de La Roche-Derrien

Les fonts baptismaux de l'église Sainte-Catherine à La Roche-Derrien, une ancienne commune du département des Côtes-d'Armor dans la région Bretagne en France, datent du XVe siècle. Les fonts baptismaux en granite sont classés monuments historiques au titre d'objet depuis le 23 octobre 1908.  